# إشارة دخانية

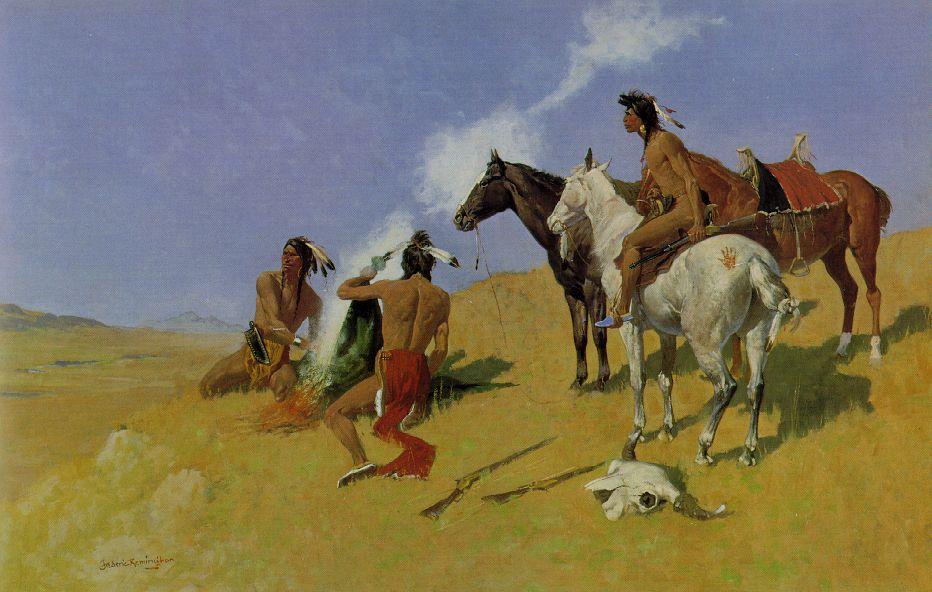
الأمريكيون الأصليون في لوحة لفريدريك ريمنجتن

إشارات الدخان هي واحدة من أقدم أشكال الاتصال بعيدة المدى. هي شكل من الاتصال المرئي من مسافة بعيدة. عموما الإشارات الدخانية تستعمل لإرسال الأخبار، إشارة الخطر، أو لتجميع الناس في منطقة معروفة.

## التاريخ والاستعمال
في الصين القديمة، الجنود المتمركزون على طول سور الصين العظيم كانوا ليحذروا بعضهم من الاعداء المحتملين بالاشارات من برج لآخر. بهذه الطريقة كانوا قادرين على إرسال رسالة من بعد 750 كم (740 ميل) في بضعة ساعات فقط.
بوليبيوس، مؤرخ اغريقي، قسّم أكثر أنظمة الفباء الاشارات الدخانية تعقيدا حوالي 150 ق.م. حيث حوّل احرف الالفباء الاغريقية إلى خصائص رقمية. وهي تسمح للرسائل ان يؤشر بها بسهولة بحمل جملة من المشاعل الزوجية. هذه الفكرة معروفة ب "بوليبيوس سكوير"، كذلك فسحت المجال لعلم الكريبتوغرافيا وستيغانوغرافيا. هذا المفهوم الترميزي قد استعمل من الهيراغانا اليابانيين ومن الالمان في أواخر اعوام الحرب العالمية الأولى.
كذلك عند الامم الهندية الشمال أمريكية تواصلوا عبر الاشارات الدخانية. كل قبيلة لها نظام اشارات الخاص والمفهوم بينها. الرجل المؤشر يوقد نارا من علٍ، نموذجيا فوق تلة عشب، حيث يرتفع عمود من دخان. العشب يؤخذ كما هو جافا وحزمات أخرى يمكن أن تعوّضه لاشعال النار. المشهور ان موقع الدخان بطول متموج يجلب معنى. اذاما اتى من منتصف طريق فوق هضبة، هذا يعني كل شيء على ما يرام، لكن إذا ما أتى من أعلى هضبة فهذا يعني الخطر.
ما زالت الاشارات الدخانية تستعمل حتى اليوم. في روما، كوليج الكرادلة يستعمل اشارات الدخان ليؤشر على اختيار بابا جديد أثناء المجمع البابوي. الكرادلة الشرعيون يجرون اقتراع سري إلى أن يحصل أحد ما على الثلثين زائد واحد. الاقتراعات تحرق بعد كل انتخاب. الدخان الأسود يعني اقتراع فاشل، في حين الدخان الأبيض يعني ان البابا الجديد قد انتُخب.

## أمثلة

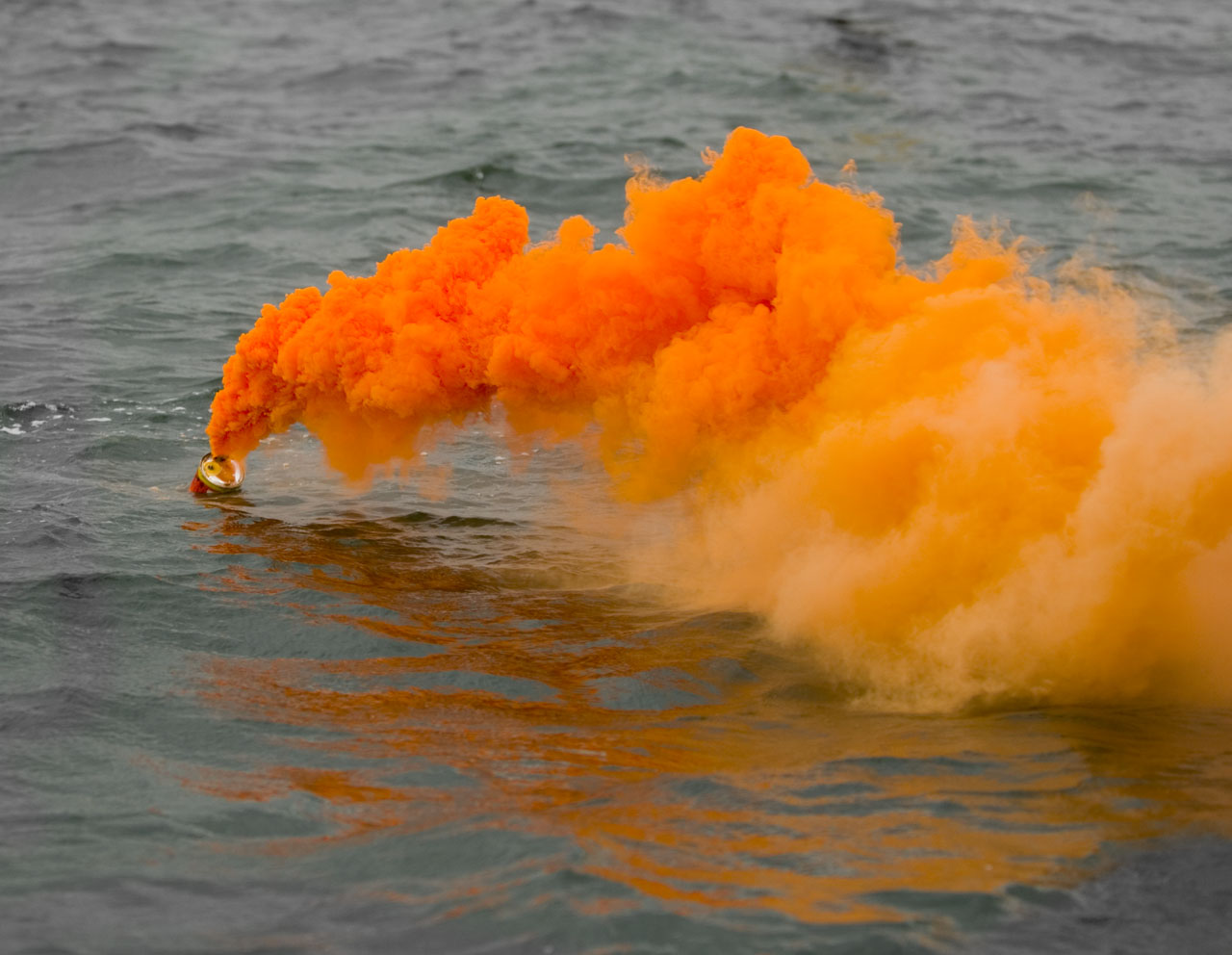
إشارة دخانية في الماء

### الأمريكيون الاصليون
تذكر يوميات لويس وكلارك في العديد من المناسبات عندما تبنّوا طُرُق الأمريكيين الأصليين في اذكاء النار في السهول للتأشير على وجود حفلة خاصة بهم أو رغبتهم في الالتقاء.

### يامانا
استعمل اليامانا النار لارسال رسائل بإشارات الدخان، حالا اذاما جُرّ حوت ما على الشط؛ لأن كمية اللحم الكبيرة تحتاج علم العديد من الناس. وربما استعملوا اشارات الدخان في مناسبات أخرى، لذلك فمن المحتمل أنّ ماجلان رأى تلك النيران (والتي ألهمته لتسمية المنظر بأرض الدخان) لكنه ربما يكون قد رأى دخان أو أضواء لظواهر طبيعية ليس إلا.

### نون غن (مسدس الظهيرة)
استعملت الاشارات الزمنية نون غن لضبط الكرونوميتر البحري في خليج تابل.

### الأستراليين الاصليين
قام الأستراليون الأصليون في الصحراء غربا بإرسال الدخان لتنبيه الآخرين بوجودهم خصوصا عند دخولهم أرض ليست لهم، إحداث الدخان كان ليعني وجود أفراد أو مجموعات في الجوار وبالردّ على اشاراتهم الخاصة.